# 1960 في الجزائر

فيما يلي قوائم الأحداث التي وقعت خلال عام 1960 في الجزائر.

## الحكم
- الإحتلال الفرنسي

## الأحداث
11 ديسمبر – إندلاع المظاهرات في الجزائر العاصمة

## وفيات
- 8 يونيو – مريم بوعتورة (مواليد 17 يناير 1938، نقاوس) ممرضة ومقاومة جزائرية.[1]